# Университетский устав в Российской империи
Университетский устав — правовой акт Российской империи, определявший устройство и порядки в университете. Фактически за всю историю Российской империи было утверждено 5 таких уставов:
- 1755 год — «Проект об учреждении Московского университета»
- 1804 год — Университетский устав Александра I
- 1835 год — Университетский устав Николая I
- 1863 год — Университетский устав Александра II
- 1884 год — Университетский устав Александра III